# Muncq-Nieurlet
Muncq-Nieurlet är en kommun i departementet Pas-de-Calais i regionen Hauts-de-France i norra Frankrike. Kommunen ligger i kantonen Ardres som tillhör arrondissementet Saint-Omer. År 2022 hade Muncq-Nieurlet 683 invånare.

## Befolkningsutveckling
Antalet invånare i kommunen Muncq-Nieurlet
| Referens: INSEE |